# Eric Tangradi
Eric Tangradi (né le 10 février 1989 à Philadelphie, dans l'État de la Pennsylvanie aux États-Unis) est un joueur professionnel américain de hockey sur glace.

## Carrière de joueur

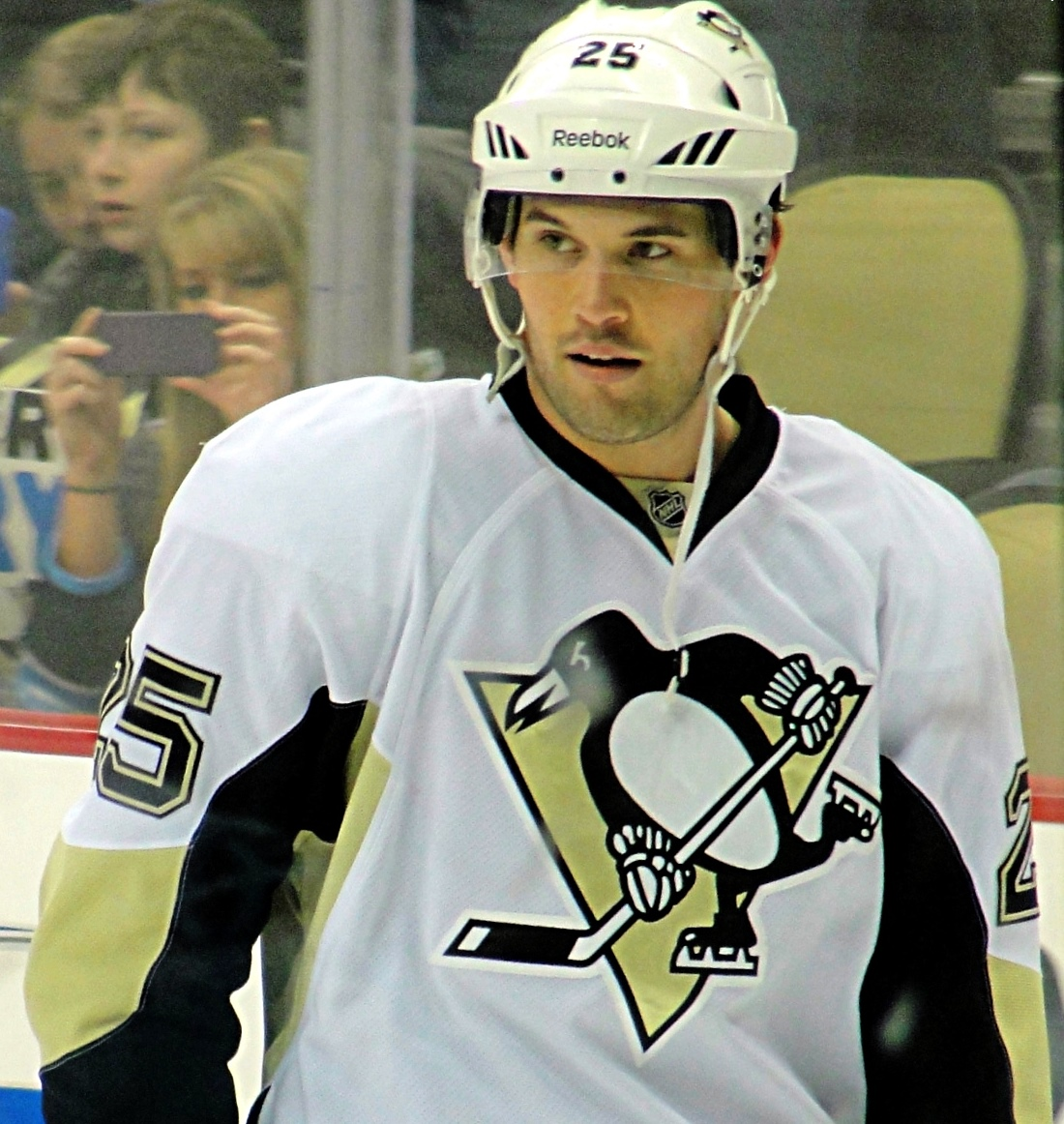
Eric Tangradi jouant pour le pingouin de pitsburg

Il est repêché au 2e tour, 42e choix au total, par les Ducks d'Anaheim lors du repêchage d'entrée de 2007 alors qu'il évolue dans la Ligue de hockey de l'Ontario avec les Bulls de Belleville au poste de ailier gauche.
Le 26 février 2009, alors qu'il n'a pas joué un seul match avec les Ducks, il rejoint avec Chris Kunitz les Penguins de Pittsburgh en échange de Ryan Whitney. Le 13 février 2013 les Penguins l'échangent aux Jets de Winnipeg contre un choix de septième tour au repêchage de 2013. Le 5 octobre 2014, il est échangé aux Canadiens de Montréal en retour de Peter Budaj et de Patrick Holland.
Le 8 juillet 2015, il signe un contrat avec les Red Wings de Détroit pour un an et un salaire de 700 000 dollars.

## Statistiques

### En club
| Saison     | Équipe                            | Ligue      |     | Saison régulière | Saison régulière | Saison régulière | Saison régulière | Saison régulière |   | Séries éliminatoires | Séries éliminatoires | Séries éliminatoires | Séries éliminatoires | Séries éliminatoires |
| Saison     | Équipe                            | Ligue      | PJ  | B                | A                | Pts              | Pun              | PJ               | B | A                    | Pts                  | Pun                  |                      |                      |
| 2006-2007  | Bulls de Belleville               | LHO        | 65  | 5                | 15               | 20               | 32               | 15               | 8 | 9                    | 17                   | 14                   |                      |                      |
| 2007-2008  | Bulls de Belleville               | LHO        | 56  | 24               | 36               | 60               | 41               | 21               | 7 | 11                   | 18                   | 20                   |                      |                      |
| 2008-2009  | Bulls de Belleville               | LHO        | 55  | 38               | 50               | 88               | 61               | 16               | 8 | 13                   | 21                   | 12                   |                      |                      |
| 2009-2010  | Penguins de Wilkes-Barre/Scranton | LAH        | 65  | 17               | 22               | 39               | 31               | 4                | 1 | 1                    | 2                    | 6                    |                      |                      |
| 2009-2010  | Penguins de Pittsburgh            | LNH        | 1   | 0                | 0                | 0                | 0                | -                | - | -                    | -                    | -                    |                      |                      |
| 2010-2011  | Penguins de Pittsburgh            | LNH        | 15  | 1                | 2                | 3                | 10               | 1                | 0 | 0                    | 0                    | 0                    |                      |                      |
| 2010-2011  | Penguins de Wilkes-Barre/Scranton | LAH        | 42  | 18               | 15               | 33               | 86               | -                | - | -                    | -                    | -                    |                      |                      |
| 2011-2012  | Penguins de Wilkes-Barre/Scranton | LAH        | 37  | 15               | 16               | 31               | 40               | 10               | 4 | 5                    | 9                    | 14                   |                      |                      |
| 2011-2012  | Penguins de Pittsburgh            | LNH        | 24  | 0                | 2                | 2                | 16               | 2                | 0 | 1                    | 1                    | 0                    |                      |                      |
| 2012-2013  | Penguins de Wilkes-Barre/Scranton | LAH        | 34  | 10               | 8                | 18               | 57               | -                | - | -                    | -                    | -                    |                      |                      |
| 2012-2013  | Penguins de Pittsburgh            | LNH        | 5   | 0                | 0                | 0                | 0                | -                | - | -                    | -                    | -                    |                      |                      |
| 2012-2013  | Jets de Winnipeg                  | LNH        | 36  | 1                | 3                | 4                | 22               | -                | - | -                    | -                    | -                    |                      |                      |
| 2013-2014  | Jets de Winnipeg                  | LNH        | 55  | 3                | 3                | 6                | 21               | -                | - | -                    | -                    | -                    |                      |                      |
| 2014-2105  | Bulldogs de Hamilton              | LAH        | 48  | 14               | 17               | 31               | 56               | -                | - | -                    | -                    | -                    |                      |                      |
| 2014-2015  | Canadiens de Montréal             | LNH        | 7   | 0                | 0                | 0                | 17               | -                | - | -                    | -                    | -                    |                      |                      |
| 2015-2016  | Griffins de Grand Rapids          | LAH        | 72  | 28               | 28               | 56               | 66               | 7                | 2 | 3                    | 5                    | 4                    |                      |                      |
| 2015-2016  | Red Wings de Détroit              | LNH        | 1   | 0                | 0                | 0                | 0                | -                | - | -                    | -                    | -                    |                      |                      |
| 2016-2017  | Griffins de Grand Rapids          | LAH        | 54  | 17               | 27               | 44               | 53               | 19               | 2 | 17                   | 19                   | 12                   |                      |                      |
| 2017-2018  | Griffins de Grand Rapids          | LAH        | 74  | 31               | 33               | 64               | 51               | 4                | 2 | 2                    | 4                    | 4                    |                      |                      |
| 2018-2019  | Devils du New Jersey              | LNH        | 6   | 0                | 1                | 1                | 0                | -                | - | -                    | -                    | -                    |                      |                      |
| 2018-2019  | Devils de Binghamton              | LAH        | 41  | 10               | 14               | 24               | 49               | -                | - | -                    | -                    | -                    |                      |                      |
| 2019-2020  | Barys                             | KHL        | 22  | 5                | 4                | 9                | 24               | -                | - | -                    | -                    | -                    |                      |                      |
| 2019-2020  | Griffins de Grand Rapids          | LAH        | 21  | 9                | 4                | 13               | 12               | -                | - | -                    | -                    | -                    |                      |                      |
| Totaux LNH | Totaux LNH                        | Totaux LNH | 150 | 5                | 11               | 16               | 86               | 3                | 0 | 1                    | 1                    | 0                    |                      |                      |

### En équipe nationale
Il a représenté les États-Unis en sélection jeune.
| Année | Équipe         | Compétition                 |   | PJ | B | A | Pts | Pun      |  | Résultat |
| 2009  | États-Unis U20 | Championnat du monde junior | 6 | 1  | 2 | 3 | 6   | 5e place |  |          |